# ترسا کوتلارچیک
ترسا کوتلارچیک (لهستانی: Zakład؛ زادهٔ ۱۰ اکتبر ۱۹۵۵) یک کارگردان فیلم و فیلم‌نامه‌نویس اهل لهستان است.
از فیلم‌ها یا مجموعه‌های تلویزیونی که وی در آن‌ها نقش داشته است می‌توان به «شرط‌بندی» اشاره نمود.